# Asplenium subresectum
Asplenium subresectum là một loài dương xỉ trong họ Aspleniaceae. Loài này được Copel. mô tả khoa học đầu tiên năm 1954.
Danh pháp khoa học của loài này chưa được làm sáng tỏ. 